# DNA polimerasi I
La DNA polimerasi I è un enzima (numero EC 2.7.7.7) che partecipa al processo di replicazione del DNA nei procarioti; fa parte della famiglia delle DNA polimerasi. Fu scoperto nel 1958 da Arthur Kornberg, che fu insignito del premio Nobel per la Medicina l'anno successivo per la scoperta dei meccanismi della sintesi biologica dell'acido deossiribonucleico.

## Funzioni
La DNA Polimerasi I non è l'enzima principale della replicazione, il cui ruolo spetta alla DNA polimerasi III (nota per questo anche come replicasi).
Svolge invece:
- una funzione di riparazione dei danni del DNA, riempiendo brevi regioni a singolo filamento;
- un ruolo accessorio durante la replicazione, consistente nel sostituire i ribonucleotidi (RNA) con deossiribonucleotidi (DNA), sul filamento lagging, una volta che l'RNasi H e una esonucleasi hanno rimosso gli inneschi dei frammenti di Okazaki.

## Struttura
L'enzima consiste in una singola catena polipeptidica (circa 100 kDa) che, mediante trattamento proteolitico, può essere suddivisa in due frammenti. Il maggiore, chiamato Frammento di Klenow, è dotato dell'attività polimerasica 5'-3'; viene di norma utilizzato nelle reazioni di mutazioni sito specifiche. Il frammento più piccolo possiede un'attività 5'-3' esonucleasica, che determina l'escissione di nucleotidi a valle dell'enzima. Quest'ultima attività permette alla DNA polimerasi I di dare inizio in vitro alla replicazione partendo da un'incisione a singolo filamento sul DNA (processo di spostamento dell'incisione o nick translation).